# Stella Seeberg
Stella Seeberg (* 24. Juli 1901 in Dorpat, Russisches Kaiserreich; † 2. Dezember 1979 in Kellinghusen) war eine deutsche Wirtschaftswissenschaftlerin.

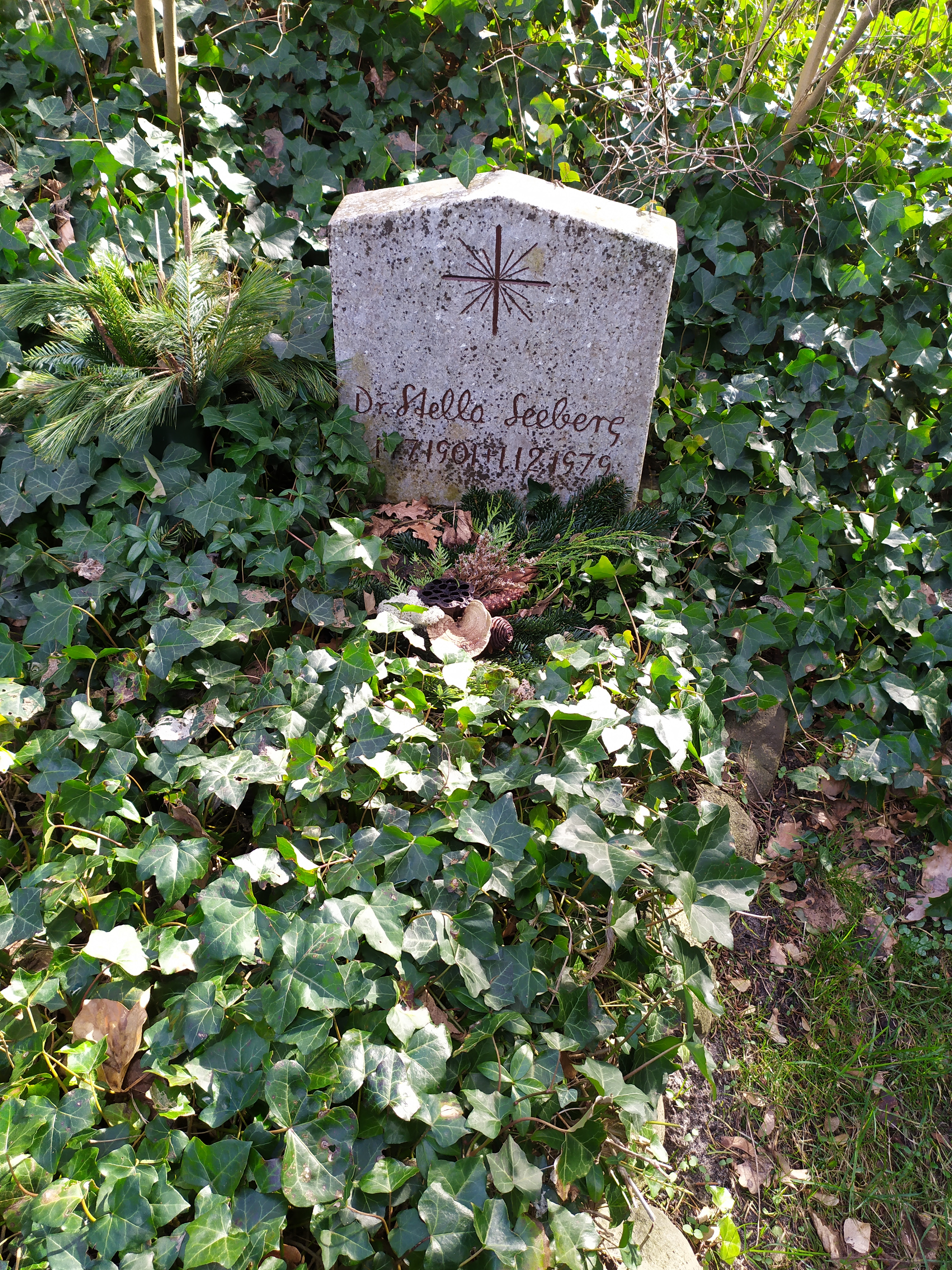
Grabstätte in Ahrenshoop

## Leben
Die Tochter Alfred Seebergs studierte von 1920 bis 1923 Volkswirtschaft und Psychologie in Rostock, Kiel und München. Nach der Promotion 1924 in München (Summa cum laude) mit dem Thema Die Berufsberatung war sie von 1932 bis 1936 Assistentin am Agrarinstitut in Rostock. 1939 wurde sie stellvertretende Leiterin der agrarpolitischen Abteilung des wirtschaftswissenschaftlichen Instituts in Berlin. Nach der Habilitation 1939 in Berlin wurde sie 1942 Lehrbeauftragte für Volkswirtschaft an der Universität Graz (1945 als Reichsdeutsche außer Dienst gestellt). Von 1948 bis 1958 war sie Referentin an der Forschungsstelle für Pädagogik, Ostkirchenfragen und Vertriebenenfragen, zeitweilig Mitglied im wissenschaftlichen Beirat des Bundesfamilienministeriums. 1961 wurde sie Lehrbeauftragte an der Universität Göttingen. Nach der Umhabilitation 1964 nach Göttingen war sie von 1964 bis 1971 Dozentin für politische Ökonomie und Sozialpolitik.

## Schriften (Auswahl)
- Die landwirtschaftliche Produktion im nordostdeutschen Wirtschaftsraum. Berlin 1933, OCLC 611769141.
- Dorfgemeinschaft in dreihundert Jahren. Berlin 1938, OCLC 720846797.
- als Herausgeberin: Ko-Existenz zwischen Ost und West als politisches und kirchliches Problem. Vorträge und Aussprachen. Internationale Arbeitstagung vom 2. bis 6. März 1956. Loccum 1956, OCLC 174293605.
- als Herausgeberin: Satelliten-Probleme 1956. Internationale Arbeitstagung vom 15. bis 18. November 1956. Vorträge und Aussprachen. Loccum 1958, OCLC 258177982.